# Livia Käthe Wittmann
Livia Käthe Wittmann (* 1938 in Berlin) ist eine deutsche Literaturwissenschaftlerin.

## Leben
Wittmann wurde als Tochter des aus Ungarn stammende Karl Wittmann geboren. Ihr Vater emigrierte 1920 nach Berlin und wurde nach 1933 von den Nationalsozialisten aus ‚rassischen‘ Gründen verfolgt. In den Nachkriegsjahren war er Bürgermeister in Adlershof.
Livia Käthe Wittmann verbrachte ihre Jugend in Budapest. Nach dem Studium der Literaturwissenschaft in Budapest und Berlin promovierte sie 1964 in Budapest. Seit 1971 lebt Livia Käthe Wittmann in Neuseeland. Von 1972 bis 2002 lehrte sie als Professorin an der University of Canterbury in Christchurch und seit 2002 an der University of Auckland.
Livia Käthe Wittmann wurde 2005 die Ehrenbürgerschaft von Berlin-Adlershof verliehen.

## Schriften
- Wiederkunft – Spurensuche: Berlin-Adlershof. Metropol, Berlin 2005. ISBN 3-938690-07-0
- Zs. mit Barbara Zibler: Melli Beese und die Flügel am Horizont. Trafo, Berlin 2009. ISBN 978-3-89626-814-3
- Besänftigung der Stimmen : Berlin, Budapest, Tübingen, Neuseeland – Begegnungen zwischen Ost und West, mit einem Nachwort von György Dalos, Berlin : Metropol 2009, ISBN 978-3-940938-55-8 (Autobiographie)
- Living Without Regrets In: Otti Binswanger: „And How Do You Like This Country“, Peter Lang, Frankfurt am Main 2010, S. 77–118, ISBN 978-3-631-59850-4